# Ascobolus cervinus
Ascobolus cervinus är en svampart som beskrevs av Berk. & Broome 1873. Ascobolus cervinus ingår i släktet Ascobolus och familjen Ascobolaceae.  Arten är reproducerande i Sverige. Inga underarter finns listade i Catalogue of Life.